# Světový pohár v biatlonu 2014/2015 – Holmenkollen
8. podnik Světového poháru v biatlonu v sezóně 2014/15 probíhal od 11. do 15. února 2015 v norském Oslu v areálu v Holmenkollenu. Na programu podniku byly mužské a ženské štafety, závody ve sprintech a vytrvalostní závody.

## Program závodů
Program podle oficiálních stránek.
| Datum     | Disciplína                | Začátek (SEČ) | Počet závodníků |
| --------- | ------------------------- | ------------- | --------------- |
| 12. února | Vytrvalostní závod (ženy) | 10:30         | 88              |
| 12. února | Vytrvalostní závod (muži) | 14:15         | 94              |
| 14. února | Sprint (ženy)             | 11:15         | 92              |
| 14. února | Sprint (muži)             | 14:15         | 97              |
| 15. února | Štafeta (ženy)            | 12:15         | 20 týmů         |
| 15. února | Štafeta (muži)            | 14:30         | 21 týmů         |

## Průběh závodů

### Vytrvalostní závody
V prvním závodu dosáhla Veronika Vítková opět na medailové pozice. Vytrvalostní závod ovládla Finka Kaisa Mäkäräinenová, která k čisté střelbě přidala výborný běh a s více než minutovým náskokem zvítězila. Vítková také střílela bezchybně, ale o něco pomaleji běžela. Ještě po poslední střelbě jí patřila průběžná druhá pozice, ale v cíli ji o necelé tři sekundy předstihla Běloruska Darja Domračevová, která v průběhu závodu zmenšovala ztrátu způsobenou jedním netrefeným terčem při první střelbě. Závod se nepovedl dosud celkově třetí Ukrajince Valentyně Semerenkové, která nezasáhla 6 terčů a po čtvrté střelbě vzdala. Vítková ji tím předstihla v celkovém pořadí světového poháru, díky čemuž se poprvé dostala mezi první tři závodnice.
V mužské části se nejlépe dařilo lídrovy světového poháru Francouzi Martinu Fourcadovi, který z celkových 20 výstřelů ani jednou nechyboval a ačkoliv nepředvedl nejrychlejší běh, tak o necelých 14 sekund porazil druhého Jevgenije Garaničeva z Ruska. Třetí skončil Ukrajinec Serhij Semenov, který se v celkové klasifikaci disciplíny dostal na první místo. Z českých závodníků obsadil nejlepší pozici Michal Šlesingr, který i s jednou trestnou minutu obsadil konečné 8. místo.

### Sprinty
V sobotním sprintu se Vítkové nedařilo: i když běžela nejrychleji ze všech závodnic, se třemi špatnými zásahy skončila na 21. místě. Závod se naopak povedl Gabriele Soukalové, která dojela s jedním netrefeným terčem pátá. Vyhrála Darja Domračevová, které tak v celkovém pořadí světového poháru předstihla Kaisu Mäkäräinenovou.
Ve sprintu mužů skončil propad Ondřeje Moravce, který se v předcházejících třech závodech nedostal ani jednou do první třicítky. V Holmenkollenu bezchybně střílel a skončil jako nejlepší z českých reprezentantů sedmý. Dlouho se zdálo, že závod vyhraje už posedmé v této sezóně Martin Fourcade. S vysokým startovním číslem 70 jej však nakonec předstihl Němec Arnd Peiffer.

### Štafety
Ve štafetě žen opět dokázaly české závodnice, že jim v této disciplíně právem patří první průběžné místo. Od začátku Eva Puskarčíková a Gabriela Soukalová rychle běžely a dobrou střelbou (každá jen s jednou opravou) se udržovaly mezi prvními. V třetím úseku přidala k dobrému běhu Jitka Landová i pro ni nečekanou čistou střelbu a předávala Veronice Vítkové s náskokem téměř 20 sekund před německou štafetou. Vítková sice musela celkem třikrát dobíjet, ale velmi dobrým během (např. na prvním mezičasu – tedy na vzdálenosti 700 m – získala oproti předávce 10 sekund) si stále udržovala odstup před ostatními štafetami a s náskokem zvítězila, potřetí z pěti dosavadních závodů v této sezoně. Štafeta se nepovedla v předcházejících závodech velmi dobře střílející Němce Lauře Dahlmeierové, která s šesti chybami na střelnici nakonec klesla až za druhé Italky a třetí Francouzky.
Ve stejném závodě mužů dosáhli čeští reprezentanti nejlepšího výsledku v tomto ročníku světového poháru, když skončili čtvrtí. Přitom na prvních úsecích Michal Krčmář a Jaroslav Soukup bezchybnou střelbou udržovali české kvarteto v boji o medailová místa. Na třetím úseku však unavený Michal Šlesingr udělal na střelnici celkem 7 chyb, musel na dvě trestná kola a propadl se na osmé místo. Ondřej Moravec sice dobrým výkonem posunul naši štafetu na čtvrté místo, ale náskok na třetí Rakušany už byl příliš velký. O vítězi se rozhodovalo až v posledních metrech, kdy Anton Šipulin dokázal lépe finišovat než Simon Schempp a získal tak pro ruský tým třetí zlatou medaili v sezoně.

## Pořadí zemí
| Pořadí | Země      | 1. místo | 2. místo | 3. místo | Celkově |
| ------ | --------- | -------- | -------- | -------- | ------- |
| 1.     | Francie   | 1        | 1        | 2        | 4       |
| 2.     | Rusko     | 1        | 1        | 1        | 3       |
| 3.     | Německo   | 1        | 2        | 0        | 3       |
| 4.     | Bělorusko | 1        | 1        | 0        | 2       |
| 5.     | Česko     | 1        | 0        | 1        | 2       |
| 6.     | Finsko    | 1        | 0        | 0        | 1       |
| 7.     | Itálie    | 0        | 1        | 0        | 1       |
| 8.     | Ukrajina  | 0        | 0        | 1        | 1       |
| 8.     | Rakousko  | 0        | 0        | 1        | 1       |
|        | Celkem    | 6        | 6        | 6        | 18      |

## Umístění na stupních vítězů

### Muži
| Disciplína                 | První místo                                                          | Výkon     | Druhé místo                                                       | Výkon     | Třetí místo                                                                | Výkon     |
| Vytrvalostní závod (20 km) | Martin Fourcade                                                      | 51:26,8   | Jevgenij Garaničev                                                | 51:41,0   | Serhij Semenov                                                             | 52:15,6   |
| Sprint (10 km)             | Arnd Peiffer                                                         | 24:57,0   | Martin Fourcade                                                   | 25:00,3   | Anton Šipulin                                                              | 25:12,4   |
| Štafeta (4×7,5 km)         | Rusko Jevgenij Garaničev Maxim Cvetkov Dmitrij Malyško Anton Šipulin | 1:16:16,6 | Německo Erik Lesser Andreas Birnbacher Arnd Peiffer Simon Schempp | 1:16:16,8 | Rakousko Daniel Mesotitsch Simon Eder Sven Grossegger Dominik Landertinger | 1:17:07,5 |

### Ženy
| Disciplína                 | První místo                                                              | Výkon     | Druhé místo                                                                          | Výkon     | Třetí místo                                                                             | Výkon     |
| Vytrvalostní závod (15 km) | Kaisa Mäkäräinenová                                                      | 43:54,8   | Darja Domračevová                                                                    | 45:13,1   | Veronika Vítková                                                                        | 45:15,7   |
| Sprint (7,5 km)            | Darja Domračevová                                                        | 20:35,7   | Laura Dahlmeierová                                                                   | 20:50,0   | Marie Dorinová Habertová                                                                | 21:05,6   |
| Štafeta (4×6 km)           | Česko Eva Puskarčíková‎ Gabriela Soukalová‎ Jitka Landová Veronika Vítková‎ | 1:11:10,6 | Itálie Dorothea Wiererová Nicole Gontierová Federica Sanfilippová Karin Oberhoferová | 1:11:38,9 | Francie Anaïs Bescondová Enora Latuillièreová Coline Varcinová Marie Dorinová Habertová | 1:11:56,5 |